# Buchklingen (Birkenau)
Buchklingen, vor der Gebietsreform in Hessen postalisch Buchklingen (Odenwald), ist der am höchsten gelegene Ortsteil von Birkenau im südhessischen Landkreis Bergstraße. Der Ort ist Teil der Gemarkung des Ortsteils Löhrbach.

## Geographie
Buchklingen liegt im westlichen Odenwald in der Nähe der Bergstraße, ca. 13 km südöstlich von Heppenheim und 2,7 km nordwestlich der Gemeindeverwaltung in Birkenau, in einem Hochtal zwischen dem 415 Meter hohen Geiersberg im Süden und dem 389 Meter hohen Birkenbüschel im Norden. Hier ist das Quellgebiet eines Bachs, der nach Westen, schon jenseits der Gemeindegrenze, durch ein Kerbtal steil zum Grundelbach abfällt und in diesen unterhalb von Gorxheim einmündet. Damit ist Buchklingen der einzige Ortsteil von Birkenau, der nicht in dem auf die Kerngemeinde ausgerichteten Talsystem liegt. Die Ortschaft liegt an der südlichen Gemeindegrenze von Birkenau im westlichen Zipfel der Gemarkung von Löhrbach, deren Teil Buchklingen ist.
Die Ortslage erstreckt sich in Ost-West-Richtung auf etwa 700 Meter Länge bei einer Höhenlage zwischen 388 Meter im Osten und 316 Meter im Westen. An beiden Enden stößt die Bebauung an die Gemeindegrenze nach Gorxheimertal, die zugleich die Grenze der landwirtschaftlich genutzten Fläche darstellt. Jenseits der Grenze steht Wald. Das Dorf ist über die Kreisstraße 15 erreichbar, die im westlichen Ende von Löhrbach von der Landesstraße 3408 abbiegt und über Buchklingen weiter nach Gorxheim führt.
In der unwegsamen Gewann Im Buchklingen wurde über Jahrhunderte sporadisch Waldwirtschaft betrieben. Es gab hier Pfade, die als Fußwege oder als Rücke- und Transportwege für Holz oder für einachsige Ochsenkarren dienten.

## Geschichte

### Entstehung
Der Ortsname Buchklingen leitet sich von der Gewann Im Buchklingen ab, deren Name sich mit dem hier vorherrschenden Bestand von Buchenarten erklären lässt.
Die Gemarkung Buchklingen entstand 1800 aus der Aufteilung eines zu Löhrbach gehörigen Bauerngutes. Die Siedlung gehörte zur Pfarrei in Löhrbach.
Die Gerichtsbarkeit und hoheitliche Verwaltung über den Ort lag damals beim „Untergericht Hartenrod“ der „Zent Abtsteinach“ des Oberamts Starkenburg des „Unteren Erzstifts“ des Kurfürstentums Mainz. Durch den Reichsdeputationshauptschluss kam Buchklingen mit der Auflösung des Kurfürstentums Mainz 1803 zur Landgrafschaft Hessen-Darmstadt, die ab 1806 das Großherzogtum Hessen bildete.

### Im Großherzogtum Hessen
Konrad Dahl berichtet 1812 in seiner Historisch-topographisch-statistische Beschreibung des Fürstenthums Lorsch, oder Kirchengeschichte des Oberrheingaues über Buchklingen als Ort des „Hartenroder Gerichts“ der „Zent Abtsteinach“:

„Buchklingen oder Bücklingen, ein Weiler (bei Eichelberg) von 4 Häusern mit 38 Selen. Seine Entstehung hat er einer Kupfergrube zu danken, die in dasiger Gegend (jedoch auf Pfälzischem Territorium) vormals im Gange war, und wovon die Pfalz. Bergordnung vom Jahr 1551 Meldung thut.“

Die weitere Geschichte des Ortes ist weitgehend mit der Löhrbachs identisch. Die Gemeindereform von 1820 ordnete die Verwaltung auf Gemeindeebene neu. So war die Bürgermeisterei in Oberabtsteinach für Buchklingen zuständig, wobei die Bürgermeister durch die Gemeinde gewählt und staatliche Schultheißen nicht mehr ernannt wurden.
1821 wurden im Rahmen einer umfassenden Verwaltungsreform die Amtsvogteien in den Provinzen Starkenburg und Oberhessen des Großherzogtum aufgelöst und Landratsbezirke eingeführt, wobei Buchklingen zum Landratsbezirk Lindenfels kam. Im Rahmen dieser Reform wurden auch Landgerichte geschaffen, die unabhängig von der Verwaltung waren. Die Landgerichtsbezirke entsprachen in ihrem Umfang den Landratsbezirken und für den Landratsbezirk Lindenfels war das Landgericht Fürth als Gericht erster Instanz zuständig.
Weiteres siehe unter Löhrbach.
Die Statistisch-topographisch-historische Beschreibung des Großherzogthums Hessen berichtet 1829 über Buchklingen:

„Buchklingen (L. Bez. Lindenfels) kath. Filialdorf; liegt 3 St. von Lindenfels, und hat 20 Häuser und 161 Einw. die bis auf 1 Luth. kath. sind. Der Ort hat seine Entstehung einer Kupfergrube zu verdanken. Im Jahr 1802 kommt Buchklingen von Mainz an Hessen.“

Buchklingen kam dann, wie auch Löhrbach, 1832 zum Kreis Heppenheim und gehörte zeitweise (1852–1874) zum Kreis Lindenfels, bevor dieser im Kreis Heppenheim und dann im heutigen Landkreis Bergstraße aufging.
Im Neuestes und gründlichstes alphabetisches Lexicon der sämmtlichen Ortschaften der deutschen Bundesstaaten von 1845 finden sich folgender Eintrag:

„Buchklingen b. Lindenfels, — Dorf, zur evangel. Pfarrkirche Birkenau und kathol. Pfarrkirche Abtsteinach gehörig. — 20 H. 161 E. — Großherzogthum Hessen — Provinz Starkenburg. — Kreis Heppenheim. — Landgericht Fürth. — Hofger. Darmstadt. — Der Ort Buchklingen hat seine Entstehung einer Kupfergrube zu verdanken, und ist im Jahre 1802 von Mainz an Hessen gekommen.“

Die im Dezember 1852 aufgenommenen Bevölkerungs- und Katasterlisten ergaben für Buch-Klingen: Katholisches Filialdorf mit 146 Einwohnern.
In den Statistiken des Großherzogtums Hessen werden, bezogen auf Dezember 1867, für das Filialdorf Buchklingen mit der Bürgermeisterei in Löhrbach (und Teil der Gemarkung Löhrbach), 22 Häuser, 141 Einwohnern, der Kreis Lindenfels, das Landgericht Wald-Michelbach, die evangelische Pfarrei Birkenau mit dem Dekanat in Lindenfels und die katholische Ober-Abtsteinach des Dekanats Heppenheim, angegeben.
Bereits Ende des 19. Jahrhunderts war Buchklingen ein regional bekanntes Wanderziel und eine Raststation für die ersten Industriearbeiter, die seinerzeit noch zu Fuß oder auf Pferdegespannen aus den Odenwaldsiedlungen nach Weinheim zur Arbeit gingen. 1902 eröffnete das Ausflugslokal Luisenhöhe auf dem Bergsattel. Es bot einen Panoramablick über Odenwald und Rheinebene. Die Luisenhöhe wurde etwa 1947 zu einem Schullandheim; 2002 wurde das Anwesen abgerissen.
Zu Beginn des zwanzigsten Jahrhunderts wurden eine Kirche und ein Schulhaus gebaut, in dem bis etwa 1970 vier Klassen in einem Raum unterrichtet wurden. Dieses Gebäude wurde 2002 abgerissen und wich einem modernen Dorfgemeinschaftshaus.

### Im Bundesland Hessen
Mit Kriegsende 1945 kam Buchklingen an die Amerikanische Besatzungszone und dann an das neugebildete Land Groß-Hessen, das 1946 in Hessen umbenannt wurde und die US-amerikanisch besetzten Gebietsteile des vorherigen Volksstaates Hessen sowie der ehemaligen preußischen Provinz Hessen-Nassau umfasste.
Zu Beginn der 1950er Jahre wurde die Kreisstraße K 15 gebaut, vom Steinbachtal bei Weinheim kommend, kurvenreich an der Südflanke des Eichelberges hinauf nach Buchklingen führend und dieses mit Löhrbach verbindend. Durch den Bau der K 15 kam es bis in die 1960er Jahre zu einem kleinen Bauboom. Die neue Straße und die nun gute Verbindung zu den Arbeitsplätzen in Weinheim machte Buchklingen als Wohnort für Pendler interessant. Auch die Ortsstraßen wurden asphaltiert. Seit den 1990er Jahren zog es eine zweite Welle von Neubürgern nach Buchklingen.
Von den 1960er Jahren bis Ende 1999 war in Buchklingen nur noch ein landwirtschaftlicher Betrieb übrig. Mit der Aufgabe dieses Gehöftes fand die fast zweihundertjährige bäuerliche Tradition des Dorfes ein Ende.
Der Ort Buchklingen war bereits im Großherzogtum Hessen Teil der Gemeinde Löhrbach. Diese schloss sich anlässlich der Gebietsreform in Hessen am 31. Dezember 1971, zeitgleich mit Nieder-Liebersbach, der Gemeinde Birkenau an. In der Folge wurden aus der Löhrbacher Gemarkung zwei Ortsbezirke nach der Hessischen Gemeindeordnung eingerichtet: einer für Löhrbach selbst und einer für Buchklingen.

### Verwaltungsgeschichte im Überblick
Die folgende Liste zeigt die Staaten und Verwaltungseinheiten, denen Buchklingen angehört(e):
- vor 1782: Heiliges Römisches Reich, Kurfürstentum Mainz, Amt Starkenburg (1461–1650 an Kurpfalz verpfändet), Zent Abtsteinach
- ab 1782: Heiliges Römisches Reich, Kurfürstentum Mainz, Unteres Erzstift, Oberamt Starkenburg, Amtsvogtei Fürth
- ab 1803: Heiliges Römisches Reich, Landgrafschaft Hessen-Darmstadt,[Anm. 2] Fürstentum Starkenburg, Amt Fürth
- ab 1806: Großherzogtum Hessen,[Anm. 3] Fürstentum Starkenburg, Amt Fürth
- ab 1812: Großherzogtum Hessen, Fürstentum Starkenburg, Amt Waldmichelbach
- ab 1815: Großherzogtum Hessen, Provinz Starkenburg, Amt Waldmichelbach
- ab 1821: Großherzogtum Hessen, Provinz Starkenburg, Landratsbezirk Lindenfels[Anm. 4]
- ab 1832: Großherzogtum Hessen, Provinz Starkenburg, Kreis Heppenheim
- ab 1848: Großherzogtum Hessen, Regierungsbezirk Heppenheim
- ab 1852: Großherzogtum Hessen, Provinz Starkenburg, Kreis Lindenfels
- ab 1874: Großherzogtum Hessen, Provinz Starkenburg, Kreis Heppenheim
- ab 1871: Deutsches Reich, Großherzogtum Hessen, Provinz Starkenburg, Kreis Heppenheim
- ab 1918: Deutsches Reich, Volksstaat Hessen,[Anm. 5] Provinz Starkenburg, Kreis Heppenheim
- ab 1938: Deutsches Reich, Volksstaat Hessen, Landkreis Bergstraße[15][Anm. 6]
- ab 1945: Deutsches Reich, Amerikanische Besatzungszone,[Anm. 7] Groß-Hessen, Regierungsbezirk Darmstadt, Landkreis Bergstraße
- ab 1946: Deutsches Reich, Amerikanische Besatzungszone, Hessen, Regierungsbezirk Darmstadt, Landkreis Bergstraße
- ab 1949: Bundesrepublik Deutschland, Hessen, Regierungsbezirk Darmstadt, Landkreis Bergstraße
- ab 1972: Bundesrepublik Deutschland, Hessen, Regierungsbezirk Darmstadt, Landkreis Bergstraße, Gemeinde Birkenau

### Gerichtliche Zugehörigkeit
Mit Einrichtung der Landgerichte im Großherzogtum Hessen war ab 1821 das Landgericht Fürth das Gericht erster Instanz. 1853 wurde daraus ein neuer Landgerichtsbezirk ausgegliedert, das Landgericht Waldmichelbach, zu dem auch Buchklingen gehörte.
Anlässlich der Einführung des Gerichtsverfassungsgesetzes mit Wirkung vom 1. Oktober 1879, infolge derer die bisherigen großherzoglich hessischen Landgerichte durch Amtsgerichte an gleicher Stelle ersetzt wurden, während die neu geschaffenen Landgerichte nun als Obergerichte fungierten, wurde nun das Amtsgericht Wald-Michelbach im Bezirk des Landgerichts Darmstadt zuständig.
1943 wurde der Amtsgerichtsbezirk Wald-Michelbach kriegsbedingt vorübergehend aufgelöst, dem Amtsgericht Fürth zugeordnet und von dort als Zweigstelle geführt; dies wurde nach dem Krieg wieder rückgängig gemacht. Zum 1. Juli 1968 wurde das Amtsgericht Wald-Michelbach aufgelöst, womit Buchklingen in die Zuständigkeit des Amtsgerichts Fürth kam.

### Bevölkerung
Im Jahr 1829 wurden 161 und 2015 wurden 214 Einwohner gezählt.
Nach den Erhebungen des Zensus 2011 lebten am Stichtag dem 9. Mai 2011 in Buchklingen 210 Einwohner. Darunter waren 3 (1,4 %) Ausländer.
Nach dem Lebensalter waren 33 Einwohner unter 18 Jahren, 69 waren zwischen 18 und 49, 66 zwischen 50 und 64 und 42 Einwohner waren älter. Die Einwohner lebten in 87 Haushalten. Davon waren 18 Singlehaushalte, 27 Paare ohne Kinder und 33 Paare mit Kindern, sowie 9 Alleinerziehende und keine Wohngemeinschaften. In 15 Haushalten lebten ausschließlich Senioren und in 54 Haushaltungen leben keine Senioren.

## Politik
- SPD: 5

Ortsbeirat
Für Buchklingen besteht ein Ortsbezirk (Gebiete der ehemaligen Gemeinde Buchklingen) mit Ortsbeirat und Ortsvorsteher, nach Maßgabe der §§ 81 und 82 HGO und des Kommunalwahlgesetzes in der jeweils gültigen Fassung gebildet. Der Ortsbeirat besteht aus fünf Mitgliedern. Bei den Kommunalwahlen in Hessen 2021 betrug die Wahlbeteiligung zum Ortsbeirat Buchklingen 76,14 %. Es wurden gewählte: fünf Mitglieder der SPD. Der Ortsbeirat wählte Christian Rudolph zum Ortsvorsteher.

## Verkehr
Für den Straßenverkehr ist Buchklingen durch die Kreisstraße K 15 erschlossen, die von Gorxheim nach Löhrbach führt und dabei das östliche Ende von Buchklingen berührt.

## Söhne und Töchter von Buchklingen
- Christina Schlag (* 1990), deutsche Satirikerin